# Видра (род)
Lutra је род животиња из потпородице видри из породице куна. У њега спадају врсте Lutra lutra и Lutra sumatrana.

## Таксономија и еволуција
Род је највероватније еволуирао у Азији током касног плиоцена.

### Живеће врсте
Род укључује следеће живеће врсте:
| Слика | Научно име   | Народно име       | Распрострањеност                                        |
| ----- | ------------ | ----------------- | ------------------------------------------------------- |
|       | L. lutra     | Видра             | Обале Европе, велики део Азије, и делови Северне Африке |
|       | L. sumatrana | Суматранска видра | Југоисточна Азија                                       |

### Изумрле врсте
Најстарији откривени фосил овог рода припада изумрлој врсти L. palaeindica, и потиче из касног плиоцена.